# Westfälischer Schützenbund

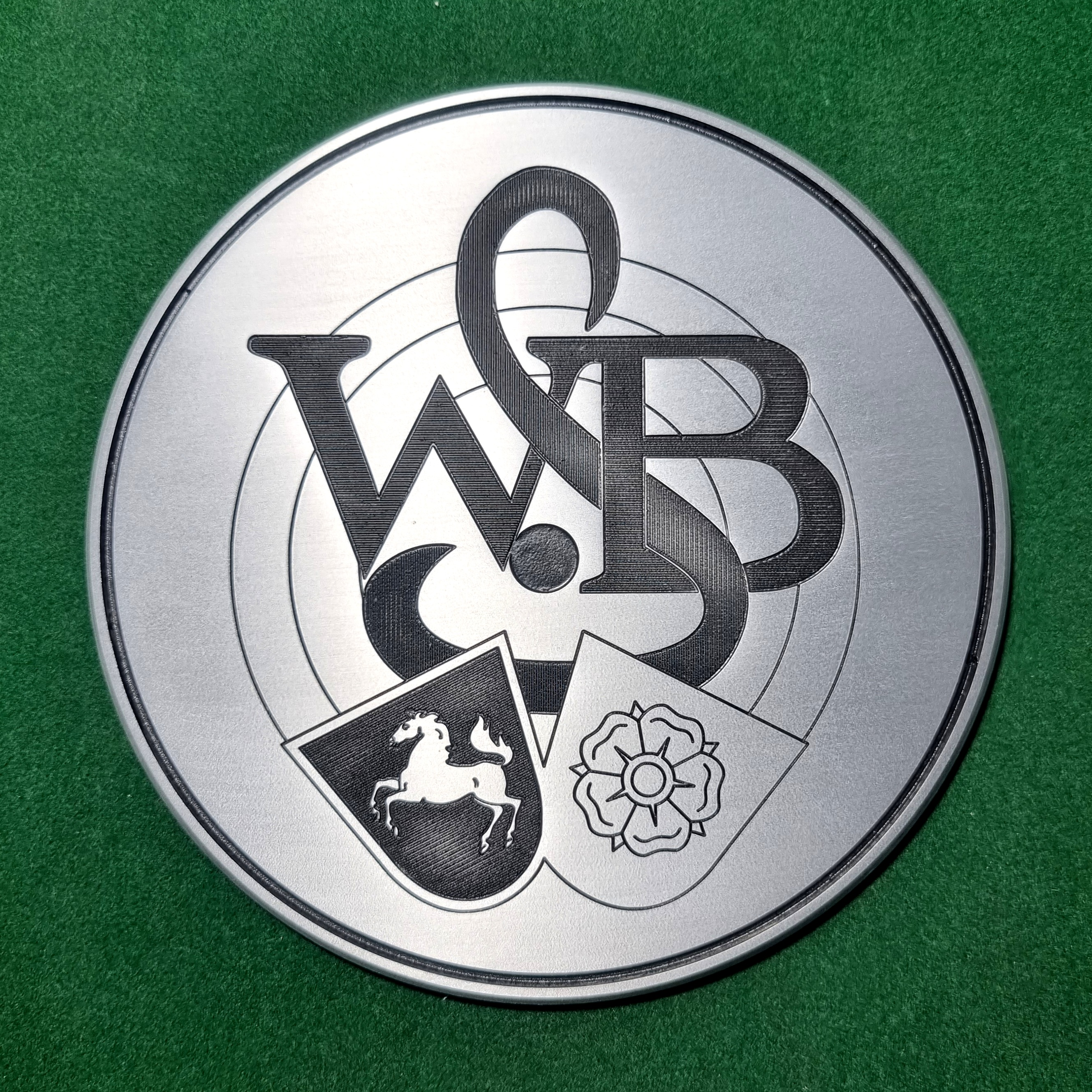
Wappenteller Westfälischer Schützenbund

Der Westfälische Schützenbund 1861 e. V. (WSB) ist ein Landesverband des Deutschen Schützenbundes in Westfalen und Lippe. Sein Zuständigkeitsbereich ist deckungsgleich mit der ehemaligen Provinz Westfalen, dem Südteil des Landkreises Osnabrück und dem Land Lippe. Der WSB gehört als Mitglied dem Landessportbund Nordrhein-Westfalen an. Die Zahl seiner Mitglieder liegt bei ca. 82.000. Der Sitz ist Dortmund, wo sich auch die Geschäftsstelle und das Landesleistungszentrum befindet.
Mit dem Landesleistungszentrum (LLZ) für sportliches Schießen in Nordrhein-Westfalen betreibt der WSB seit 1983 die größte überdachte Schießsportanlage der Welt. Diese Sportanlage ist mit ihrer Einrichtung für alle olympischen Disziplinen mit Ausnahme des Wurfscheibenschießens geeignet. Seit Einrichtung der Olympiastützpunkte ist das Landesleistungszentrum auch Olympiastützpunkt und zählt zum Olympiastützpunkt Westfalen in Dortmund.

## Geschichte
Der Westfälische Schützenbund wurde im Jahr 1861 als Dachverband für alle Schützenvereine der Provinzen Westfalen und Lippe gegründet. Nach dem Zweiten Weltkrieg erfolgte durch die Hauptsiegermächte ein Verbot von Schützenvereinen. Als dieses in der jungen Bundesrepublik Deutschland wieder aufgehoben worden war, erfolgte auf einer Versammlung in der Dortmunder Westfalenhalle im Februar 1951 eine Wiedergründung des WSB. Seit 1951 findet regelmäßig der Westfälische Schützentag statt. Dieses Schützentreffen mit mehreren tausend Teilnehmern während des großen Schützenumzuges wird von jeweils wechselnden Mitgliedsvereinen und Kreisen ausgerichtet. Der 72. Westfälische Schützentag fand am 14. Oktober 2023 in Bad Berleburg-Berghausen statt.

## Mitgliedschaften
Der Verband ist Mitglied im Deutschen Schützenbund. Dieser bildet die Dachorganisation der Sportschützen in Deutschland und ist wiederum Mitglied in internationalen Verbänden wie der International Shooting Sport Federation oder dem Deutschen Olympischen Sportbund. Einzelpersonen sind nicht direkt Mitglieder im Westfälischen Schützenbund. Ihre Mitgliedschaft besteht über den angeschlossenen Mitgliedsverein, dem sie angehören. Diese fast 900 Vereine vertreten 82.000 Mitglieder beim Westfälischen Schützenbund. Durch die Mitgliedschaft im WSB sind die jeweiligen Sportschützen auch Mitglied in dem Landessportbund NRW.

## Gliederung
Der Westfälische Schützenbund gliedert sich in die folgenden sieben Bezirke, die durch 33 weitere Kreise unterteilt sind:
 Bezirk 1000 – Münsterland
- 1100 – Ahaus
- 1200 – Münster-Warendorf
- 1300 – Coesfeld-Borken
- 1400 – Haltern-Dorsten
- 1500 – Steinfurt
- 1600 – Teutoburger Wald e. V.

Bezirk 2000 – Industriegebiet
- 2100 – Bochum
- 2300 – Gelsenkirchen
- 2500 – Herne
- 2700 – Recklinghausen
- 2900 – Witten

Bezirk 3000 – Ostwestfalen
- 3100 – Bielefeld
- 3200 – Gütersloh e.V.
- 3300 – Herford
- 3400 – Lippe
- 3500 – Minden e.V.
- 3700 – Lübbecke

Bezirk 4000 – Mark
- 4100 – Hagen
- 4200 – Iserlohn
- 4300 – Lüdenscheid
- 4400 – Ennepe-Ruhr

Bezirk 5000 – Hellweg
- 5100 – Dortmund-West/Castrop-Rauxel
- 5200 – Dortmund-Schwerte
- 5300 – Lünen
- 5400 – Beckum
- 5500 – Hamm
- 5600 – Unna-Kamen
- 5700 – Soest-Lippstadt

Bezirk 6000 – Westfalen-Süd
- 6400 – Siegen-Olpe
- 6500 – Wittgenstein

Bezirk 7000 – Süd-Ost-Westfalen
- 7100 – Paderborn
- 7200 – Warburg-Höxter
- 7300 – Arnsberg
- 7400 – Meschede

## Schützentage

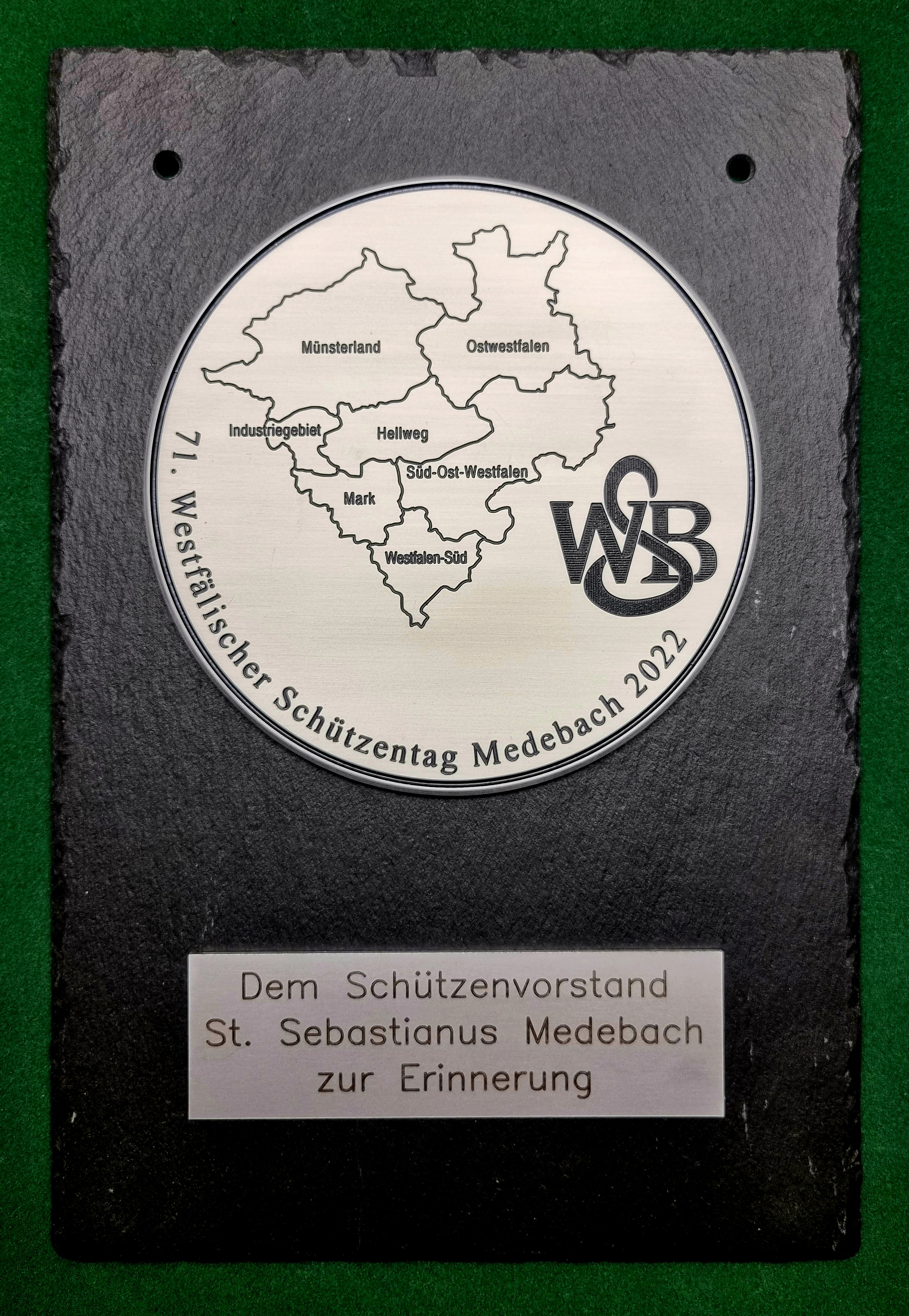
71. Westfälischer Schützentag 2022 in Medebach Gravurtafel mit den Umrissen der 7 Bezirke

1. Westfälischer Schützentag in Dortmund (25. Februar 1951)
2. Westfälischer Schützentag in Münster (2. März 1952)
3. Westfälischer Schützentag in Hagen (8. März 1953)
4. Westfälischer Schützentag in Bielefeld (7. März 1954)
5. Westfälischer Schützentag in Bochum (13. März 1955)
6. Westfälischer Schützentag in Gelsenkirchen (11. März 1956)
7. Westfälischer Schützentag in Hagen (17. März 1957)
8. Westfälischer Schützentag in Detmold (23. März 1958)
9. Westfälischer Schützentag in Iserlohn (5. April 1959)
10. Westfälischer Schützentag in Bad Oeynhausen (3. April 1960)
11. Westfälischer Schützentag in Bielefeld (16. April 1961)
12. Westfälischer Schützentag in Lüdenscheid (29. April 1962)
13. Westfälischer Schützentag in Siegen (28. April 1963)
14. Westfälischer Schützentag in Recklinghausen (12. April 1964)
15. Westfälischer Schützentag in Herford (9. Mai 1965)
16. Westfälischer Schützentag in Gelsenkirchen (24. April 1966)
17. Westfälischer Schützentag in Ahaus (9. April 1967)
18. Westfälischer Schützentag in Plettenberg (21. April 1968)
19. Westfälischer Schützentag in Haltern (27. April 1969)
20. Westfälischer Schützentag in Letmathe (25. April 1970)
21. Westfälischer Schützentag in Ennepetal-Milspe (8. November 1970)
22. Westfälischer Schützentag in Lemgo (16. Oktober 1971)
23. Westfälischer Schützentag in Berleburg (7. Oktober 1972)
24. Westfälischer Schützentag in Münster (13. Oktober 1973)
25. Westfälischer Schützentag in Siegen (12. Oktober 1974)
26. Westfälischer Schützentag in Lüdenscheid (11. Oktober 1975)
27. Westfälischer Schützentag in Warstein (9. Oktober 1976)
28. Westfälischer Schützentag in Ahaus (8. Oktober 1977)
29. Westfälischer Schützentag in Warendorf (7. Oktober 1978)
30. Westfälischer Schützentag in Dortmund (20. Oktober 1979)
31. Westfälischer Schützentag in Bad Oeynhausen (11. Oktober 1980)
32. Westfälischer Schützentag in Recklinghausen (17. Oktober 1981)
33. Westfälischer Schützentag in Hagen (16. Oktober 1982)
34. Westfälischer Schützentag in Bad Salzuflen (8. Oktober 1983)
35. Westfälischer Schützentag in Ahaus (13. Oktober 1984)
36. Westfälischer Schützentag in Bad Oeynhausen (12. Oktober 1985)
37. Westfälischer Schützentag in Lüdenscheid (11. Oktober 1986)
38. Westfälischer Schützentag in Gelsenkirchen (10. Oktober 1987)
39. Westfälischer Schützentag in Warstein (8. Oktober 1988)
40. Westfälischer Schützentag in Haltern (14. Oktober 1989)
41. Westfälischer Schützentag in Witten (13. Oktober 1990)
42. Westfälischer Schützentag in Bünde (12. Oktober 1991)
43. Westfälischer Schützentag in Castrop-Rauxel (10. Oktober 1992)
44. Westfälischer Schützentag in Recklinghausen (9. Oktober 1993)
45. Westfälischer Schützentag in Siegen (8. Oktober 1994)
46. Westfälischer Schützentag in Lünen (21. Oktober 1995)
47. Westfälischer Schützentag in Bielefeld (12. Oktober 1996)
48. Westfälischer Schützentag in Emsdetten (11. Oktober 1997)
49. Westfälischer Schützentag in Minden (10. Oktober 1998)
50. Westfälischer Schützentag in Herford (16. Oktober 1999)
51. Westfälischer Schützentag in Lippstadt (7. Oktober 2000)
52. Westfälischer Schützentag in Dorsten (13. Oktober 2001)
53. Westfälischer Schützentag in Ennigerloh (12. Oktober 2002)
54. Westfälischer Schützentag in Lemgo (11. Oktober 2003)
55. Westfälischer Schützentag in Oerlinghausen (9. Oktober 2004)
56. Westfälischer Schützentag in Olpe (8. Oktober 2005)
57. Westfälischer Schützentag in Gütersloh (14. Oktober 2006)
58. Westfälischer Schützentag in Lünen (13. Oktober 2007)
59. Westfälischer Schützentag in Bad Laasphe (11. Oktober 2008)
60. Westfälischer Schützentag in Iserlohn (10. Oktober 2009)
61. Westfälischer Schützentag in Blomberg (25. September 2010)
62. Westfälischer Schützentag in Schwerte (8. Oktober 2011)
63. Westfälischer Schützentag in Stadtlohn (13. Oktober 2012)
64. Westfälischer Schützentag in Gladbeck (12. Oktober 2013)
65. Westfälischer Schützentag in Ennigerloh (11. Oktober 2014)
66. Westfälischer Schützentag in Erndtebrück (10. Oktober 2015)
67. Westfälischer Schützentag in Gütersloh (8. Oktober 2016)
68. Westfälischer Schützentag in Bad Rothenfelde (14. Oktober 2017)
69. Westfälischer Schützentag in Gelsenkirchen (13. Oktober 2018)
70. Westfälischer Schützentag in Herford (5. Oktober 2019)
71. Westfälischer Schützentag in Medebach (8. Oktober 2022)
72. Westfälischer Schützentag in Bad Berleburg-Berghausen (14. Oktober 2023)

## Landeskönige
- 1975 Alfred Otte † (Detmolder Schützengesellschaft e.V.)
- 1976 Joseph Schulte † (SSV Rüthen e.V.)
- 1977 Hans Worm † (Schützenkreis Gelsenkirchen)
- 1978 Karl-Gustav Ehlert † (Schützenkreis Gütersloh)
- 1979 Heinz-Helmut Schaferkamp (Detmolder Schützengesellschaft e.V.)
- 1980 Herbert Meier (SV Eisbergen e.V.)
- 1981 Hermann Noltenius, geb. Zwerschina (SV Weidmannsheil Schildesche e.V.)
- 1982 Hans-Jürgen Riebow † (SV Niederschelden e.V.)
- 1983 Georg Deimann (SV Deiringsen 1856 e.V.)
- 1984 Helmut Wöstefeld (SV Borchen e.V.)
- 1985 Oswald Straßmann (BSG Stuckenbusch-Hochlarmark e.V.)
- 1986 Gerhard Frohne (Sport- u. Jagdschützen-Club Bottrop e.V.)
- 1987 Franz Falke (SV Deiringsen 1856 e.V.)
- 1988 Bernhard Wortmann (Steverschützen Senden 64 e.V.)
- 1989 Derek Frank Burford † (BSB Paderborn e.V.)
- 1990 Roland Nagel † (SGes.Herne Holthausen e.V.)
- 1991 Klaus Wimmer (Sportschützen Varlheide e.V.)
- 1992 Horst Zadow (SpSch-Verein Borbach 1919 e.V.)
- 1993 Gerhard Stiegler (SV Hengsbach e.V.)
- 1994 Johannes Niehoff (SpSch Kloster Epe 1953 e.V.)
- 1995 Dieter Begel † (BSV Buer-Bülse 1926 e.V.)
- 1996 Verena Husemeier (SV Weidmannsheil Schildesche e.V.)
- 1997 Wolfgang Oelgeschläger † (SGes Obernbeck Löhne e.V.)
- 1998 Rainer Alexander (SV Lünen-Süd e.V.)
- 1999 Wolfgang Broekmann † (Burhof-Schützen 1826 Scholven e.V.)
- 2000 Wolfgang Sieber (SV Fabbenstedt e.V.)
- 2001 Bernd Wigge (SG Herford 1832 e.V.)
- 2002 Rudi Mertens (Pluggendorfer Jäger Münster e.V.)
- 2003 Marlene Benfer (SV Glashütte e.V.)
- 2004 Konrad Heller (BSG Warstein e.V.)
- 2005 Daniel Rudolph (Sportschützen Wewer e.V.)
- 2006 Franz Englert (SV Weidenau e.V.)
- 2007 Ralf Eikenhorst (Sportschützen Varlheide e.V.)
- 2008 Udo Möllers (SV Zinse e.V.)
- 2009 Uwe Poggemeier (Schützenbataillon SSG Löhne e.V.)
- 2010 Manfred Hempelmann (SV Oetinghausen e.V.)
- 2011 Axel Gieseking (SGi Minden Stiftsallee e.V.)
- 2012 Burkhard Sandheinrich (Schützenkreis Paderborn)
- 2013 Mario Brinkmeier (SV Haldem e.V.)
- 2014 Heinz Beckhove (Schützenkreis Münster-Warendorf)
- 2015 Anneli Kleine (SV Fabbenstedt e.V.)
- 2016 Daniel Fenner (Schützenkreis Witten)
- 2017 Jürgen Helwig (Bezirk Westfalen-Süd)
- 2018 Stefanie Meiner (SSG Bad Rothenfelde)
- 2019 Dirk Remiorz (ABSV Wattenscheid)
- 2021 Daniel Fenner (SSV Borbach e.V.)
- 2022 Patrick Trunk (SV"Treue Kameradschaft" Bochum-Laer)
- 2023 Hans-Ulrich Feiger (SV Erndtebrück e.V.)
- 2024 Michael Pfitzner (SGes Espelkamp e.V.)